# Cristot
Cristot est une commune française, située dans le département du Calvados en région Normandie, peuplée de 214 habitants.

## Géographie
La commune de Cristot est située dans le Bessin à quatre kilomètres de Tilly-sur-Seulles, treize kilomètres de Bayeux et seize de Caen.
Le 1er janvier 2017, la commune passe de l'arrondissement de Caen à celui de Bayeux.

### Hydrographie
La commune est située dans le bassin Seine-Normandie. Elle est drainée par le Goupil,.

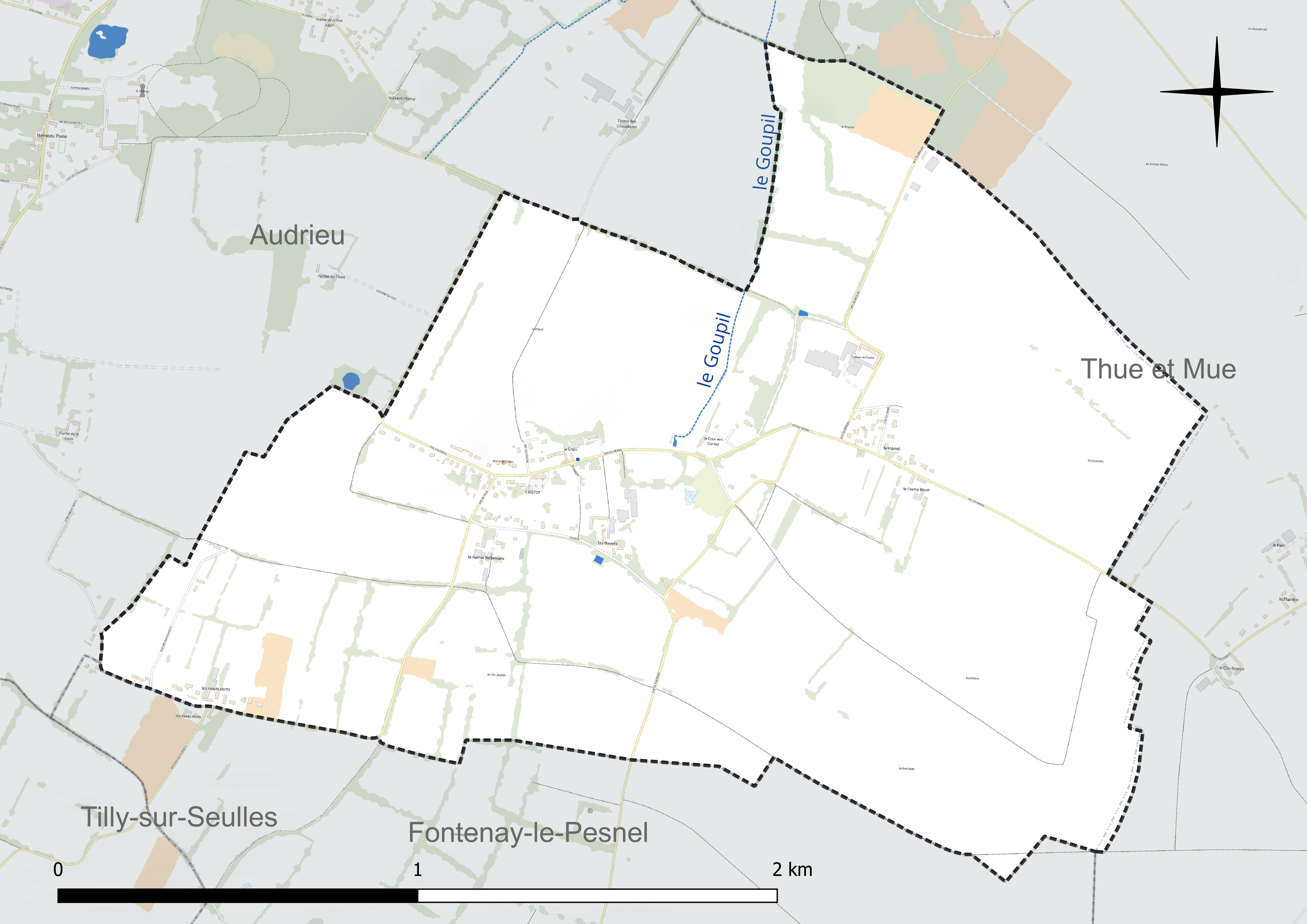
Réseau hydrographique de Cristot.

### Climat
Pour des articles plus généraux, voir Climat de la Normandie et Climat du Calvados.
En 2010, le climat de la commune est de type climat océanique altéré, selon une étude du CNRS s'appuyant sur une série de données couvrant la période 1971-2000. En 2020, Météo-France publie une typologie des climats de la France métropolitaine dans laquelle la commune est exposée à un climat océanique et est dans la région climatique  Normandie (Cotentin, Orne), caractérisée par une pluviométrie relativement élevée (850 mm/a) et un été frais (15,5 °C) et venté. Parallèlement le GIEC normand, un groupe régional d'experts sur le climat, différencie quant à lui, dans une étude de 2020, trois grands types de climats pour la région Normandie, nuancés à une échelle plus fine par les facteurs géographiques locaux. La commune est, selon ce zonage, exposée à un « climat des plateaux abrités », correspondant à la plaine agricole de Caen à Falaise, sous le vent des collines de Normandie et proche de la mer, se caractérisant par une pluviométrie et des contraintes thermiques modérées.
Pour la période 1971-2000, la température annuelle moyenne est de 10,5 °C, avec  une amplitude thermique annuelle de 11,9 °C. Le cumul annuel moyen de précipitations est de 765 mm, avec 12,3 jours de précipitations en janvier et 7,3 jours en juillet. Pour la période 1991-2020, la température moyenne annuelle observée sur la station météorologique la plus proche, située sur la commune de Carpiquet à 10 km à vol d'oiseau, est de 11,5 °C et le cumul annuel moyen de précipitations est de 740,3 mm,. Pour l'avenir, les paramètres climatiques de la commune estimés pour 2050 selon différents scénarios d'émission de gaz à effet de serre sont consultables sur un site dédié publié par Météo-France en novembre 2022.

## Urbanisme

### Typologie
Au 1er janvier 2024, Cristot est catégorisée commune rurale à habitat dispersé, selon la nouvelle grille communale de densité à 7 niveaux définie par l'Insee en 2022.
Elle est située hors unité urbaine. Par ailleurs la commune fait partie de l'aire d'attraction de Caen, dont elle est une commune de la couronne,. Cette aire, qui regroupe 296 communes, est catégorisée dans les aires de 200 000 à moins de 700 000 habitants,.

### Occupation des sols
L'occupation des sols de la commune, telle qu'elle ressort de la base de données européenne d'occupation biophysique des sols Corine Land Cover (CLC), est marquée par l'importance des territoires agricoles (99,1 % en 2018), une proportion identique à celle de 1990 (99,1 %). La répartition détaillée en 2018 est la suivante : 
terres arables (71,2 %), prairies (20,1 %), zones agricoles hétérogènes (7,9 %), forêts (0,9 %). L'évolution de l'occupation des sols de la commune et de ses infrastructures peut être observée sur les différentes représentations cartographiques du territoire : la carte de Cassini (XVIIIe siècle), la carte d'état-major (1820-1866) et les cartes ou photos aériennes de l'IGN pour la période actuelle (1950 à aujourd'hui).

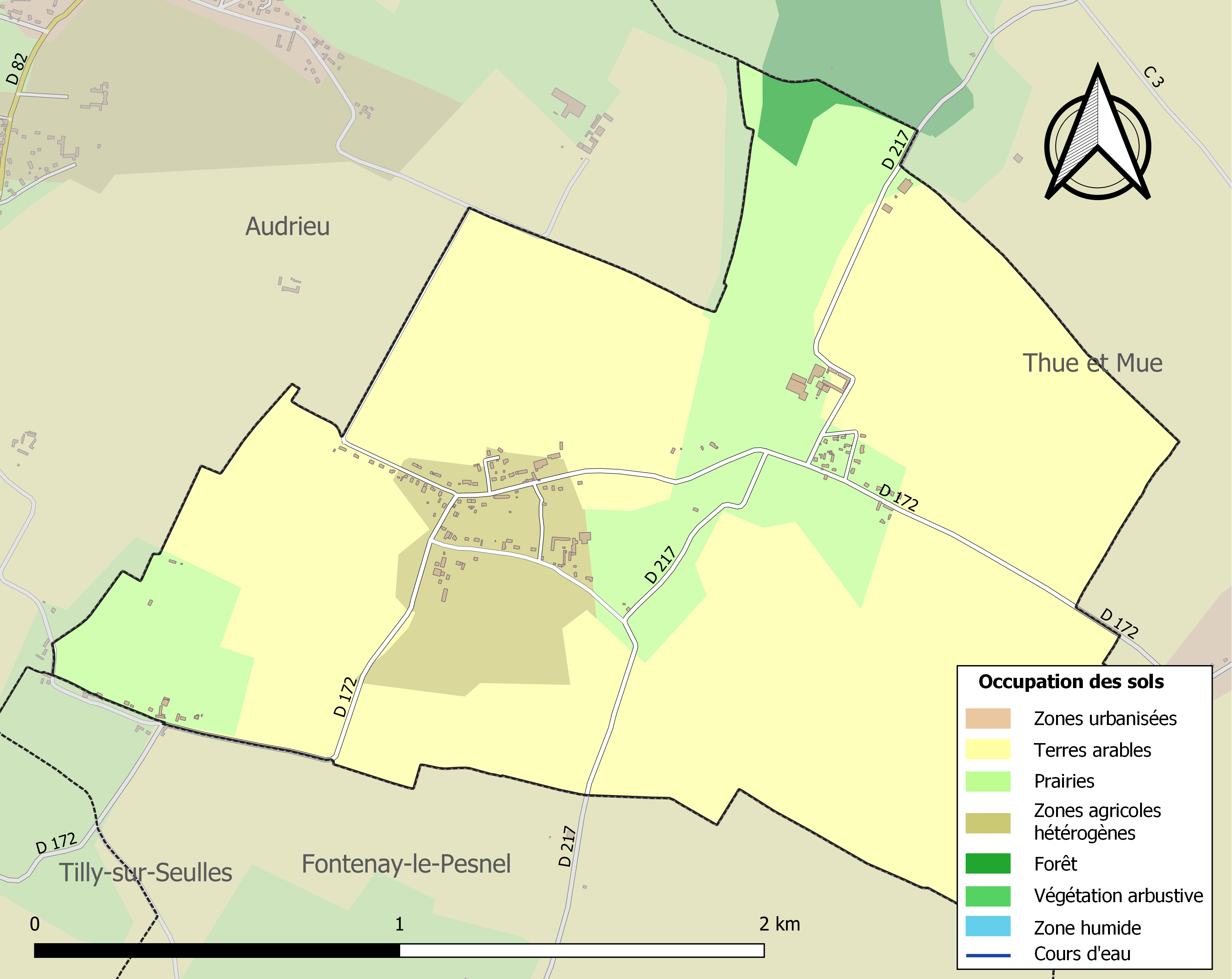
Carte des infrastructures et de l'occupation des sols de la commune en 2018 (CLC).

## Toponymie
Le nom de la localité est attesté sous la forme Cressetot en 1082 (charte de la Trinité), Crissetot en 1277 (cart. norm. p. 211, n° 894), Crisetot en 1278 (ch. de Saint-Étienne de Caen), Crisetotum en 1286 (ch. de l'abb. de Fontenay, n° 178), Crisitot en 1288 (ch. de l'abb. de Fontenay, n° 178), Crestot en 1371, Cristotum en 1417 (magni rotuli, p. 276, 2).

## Histoire
La commune est libérée le 16 juin 1944 par la 49e division d'infanterie britannique. Une plaque commémorative sur le mur de l'église rend hommage à cette division commandée par le général Barker.

## Politique et administration

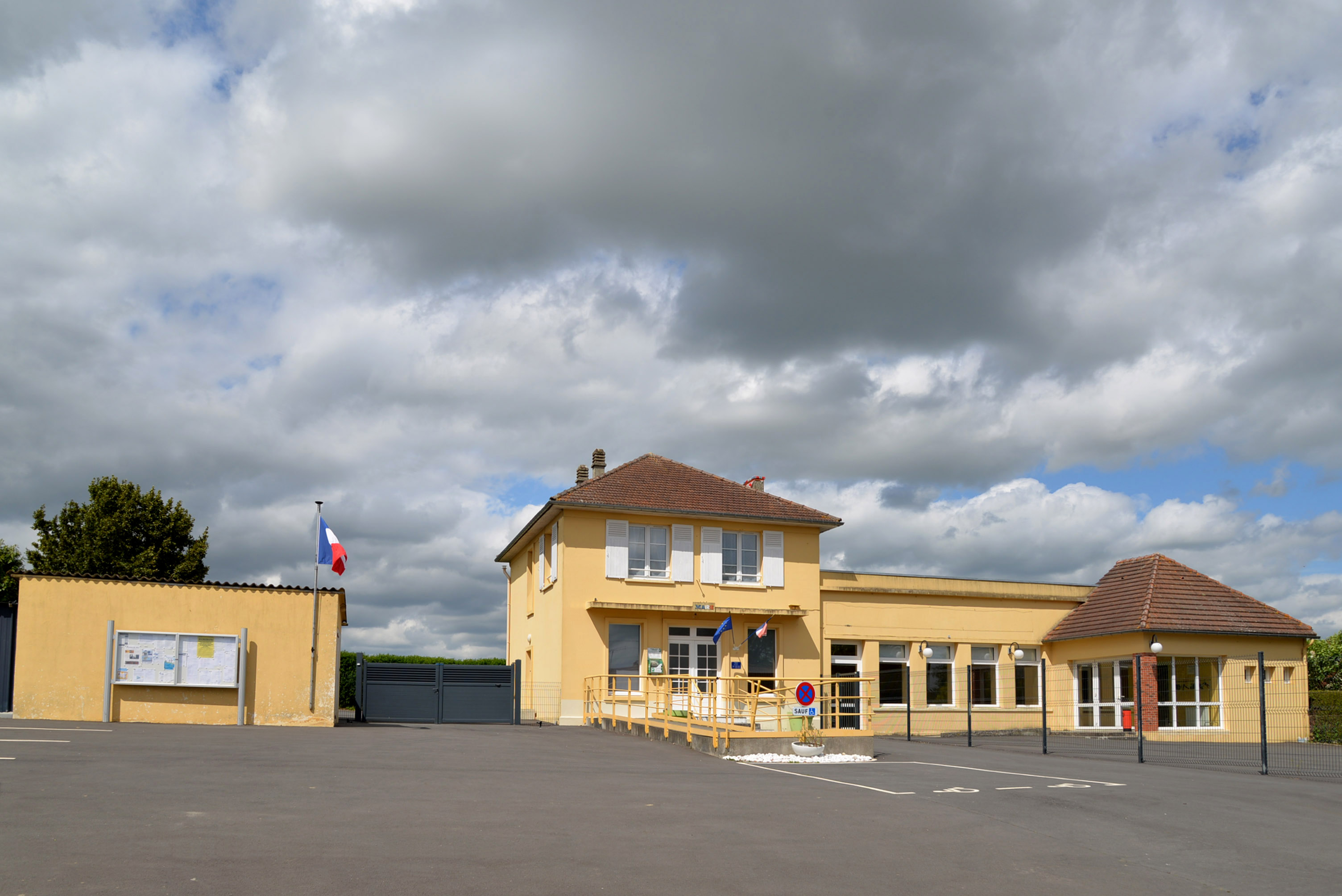
La mairie.

| Période                                  | Période   | Identité        | Étiquette | Qualité |
| ---------------------------------------- | --------- | --------------- | --------- | ------- |
| ?                                        | mars 2001 | Claude Henry    |           |         |
| mars 2001                                | En cours  | Sylvie Le Bugle | SE        |         |
| Les données manquantes sont à compléter. |           |                 |           |         |

## Démographie
L'évolution du nombre d'habitants est connue à travers les recensements de la population effectués dans la commune depuis 1793. Pour les communes de moins de 10 000 habitants, une enquête de recensement portant sur toute la population est réalisée tous les cinq ans, les populations de référence des années intermédiaires étant quant à elles estimées par interpolation ou extrapolation. Pour la commune, le premier recensement exhaustif entrant dans le cadre du nouveau dispositif a été réalisé en 2008.
En 2022, la commune comptait 214 habitants, en évolution de +1,42 % par rapport à 2016 (Calvados : +1,58 %, France hors Mayotte : +2,11 %).
| 1793 | 1800 | 1806 | 1821 | 1831 | 1836 | 1841 | 1846 | 1851 |
| ---- | ---- | ---- | ---- | ---- | ---- | ---- | ---- | ---- |
| 440  | 254  | 458  | 540  | 464  | 449  | 416  | 410  | 384  |

| 1856 | 1861 | 1866 | 1872 | 1876 | 1881 | 1886 | 1891 | 1896 |
| ---- | ---- | ---- | ---- | ---- | ---- | ---- | ---- | ---- |
| 390  | 382  | 374  | 311  | 320  | 273  | 250  | 244  | 236  |

| 1901 | 1906 | 1911 | 1921 | 1926 | 1931 | 1936 | 1946 | 1954 |
| ---- | ---- | ---- | ---- | ---- | ---- | ---- | ---- | ---- |
| 204  | 198  | 207  | 140  | 142  | 129  | 136  | 115  | 129  |

| 1962 | 1968 | 1975 | 1982 | 1990 | 1999 | 2006 | 2008 | 2013 |
| ---- | ---- | ---- | ---- | ---- | ---- | ---- | ---- | ---- |
| 162  | 146  | 142  | 133  | 152  | 160  | 202  | 214  | 209  |

| 2018 | 2022 | - | - | - | - | - | - | - |
| ---- | ---- | - | - | - | - | - | - | - |
| 217  | 214  | - | - | - | - | - | - | - |

## Culture locale et patrimoine

### Lieux et monuments
- Emplacement de l'aérodrome de la RAF B18 durant l'été 1944 (des champs l'on remplacé).
- Château du Hamel.
- Église Saint-André, du XIIIe siècle, dont le chœur fait l'objet d'une inscription au titre des monuments historiques depuis le 16 mai 1927[22].
- Lavoir public.

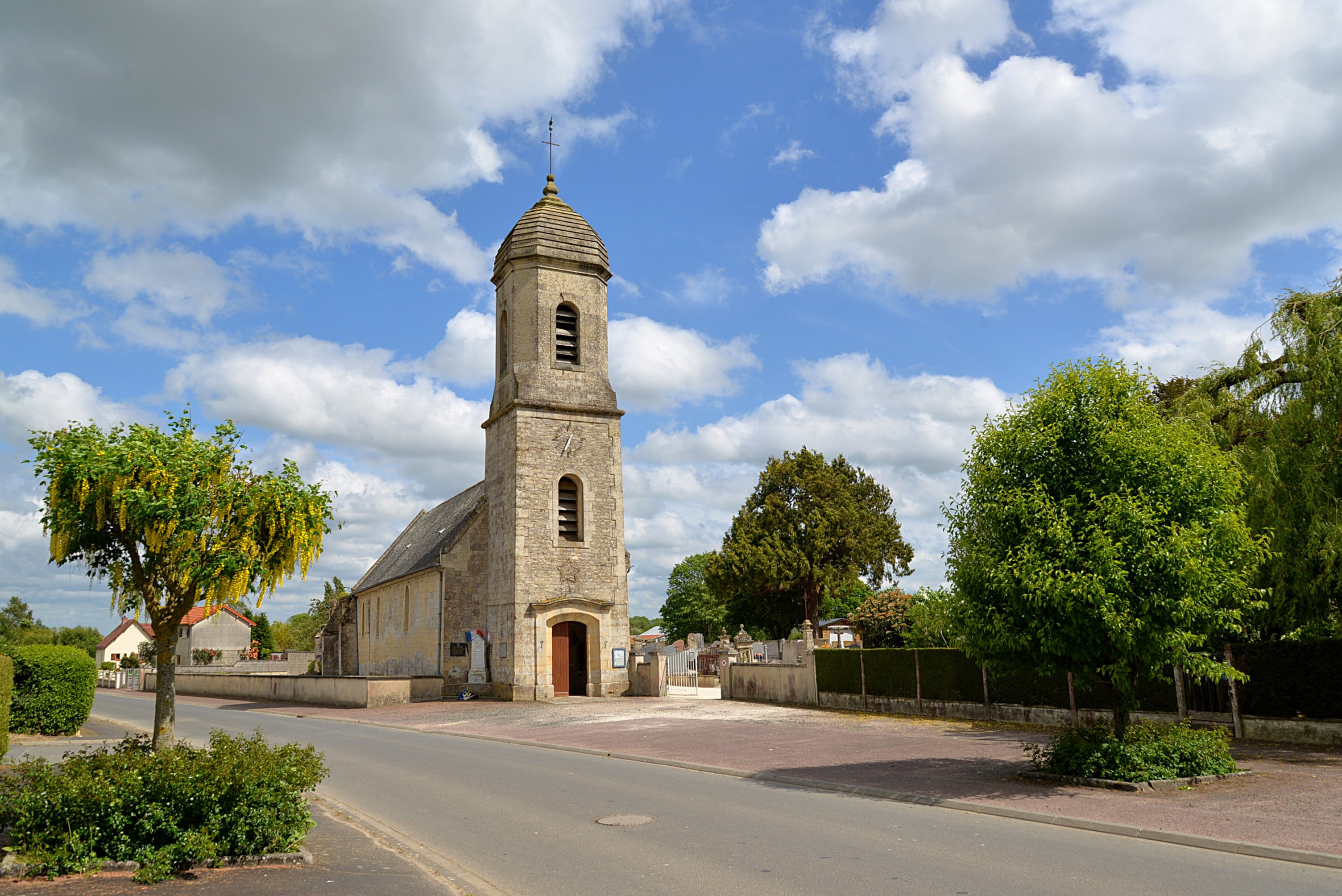
L'église Saint-André.
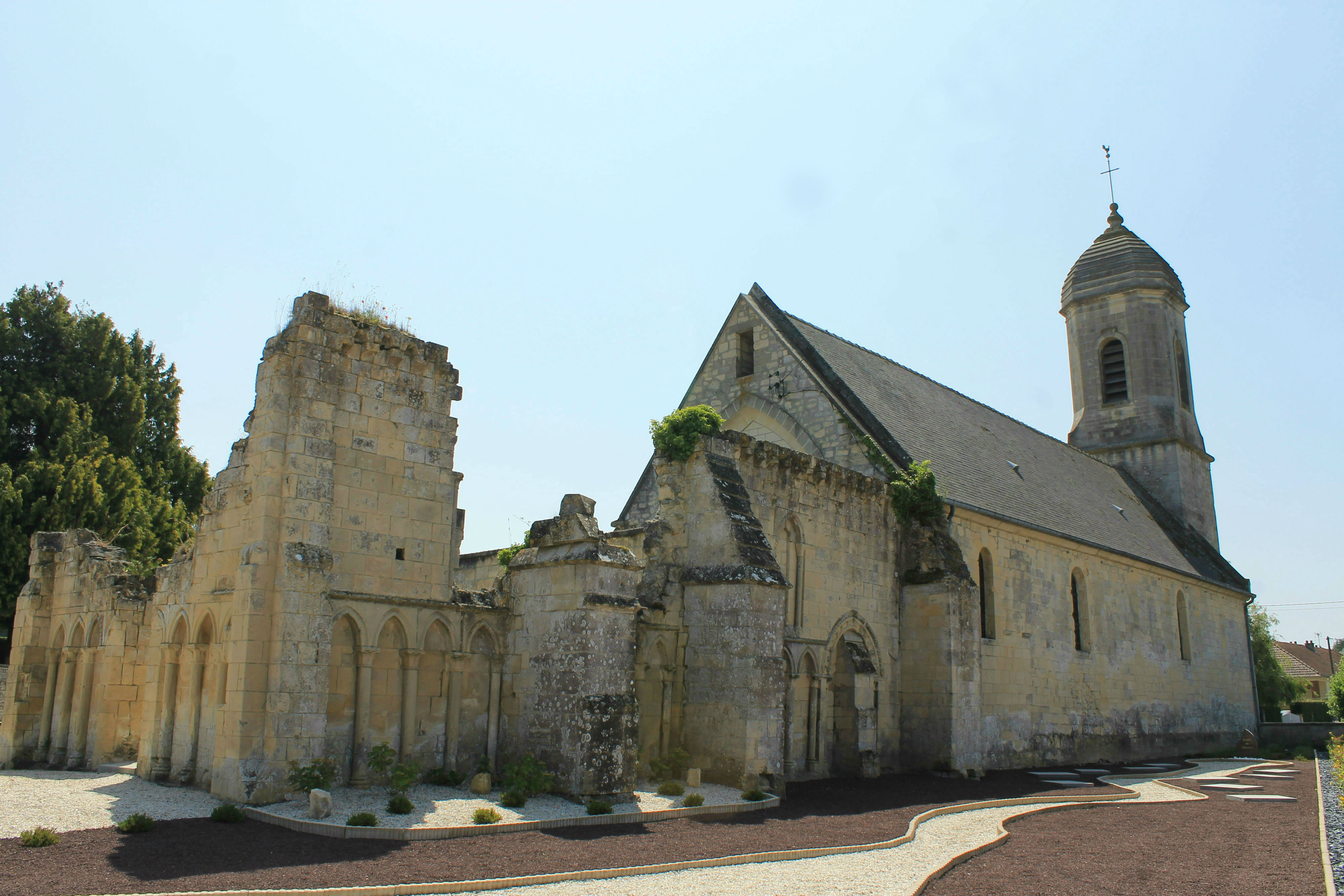
L'église Saint-André.
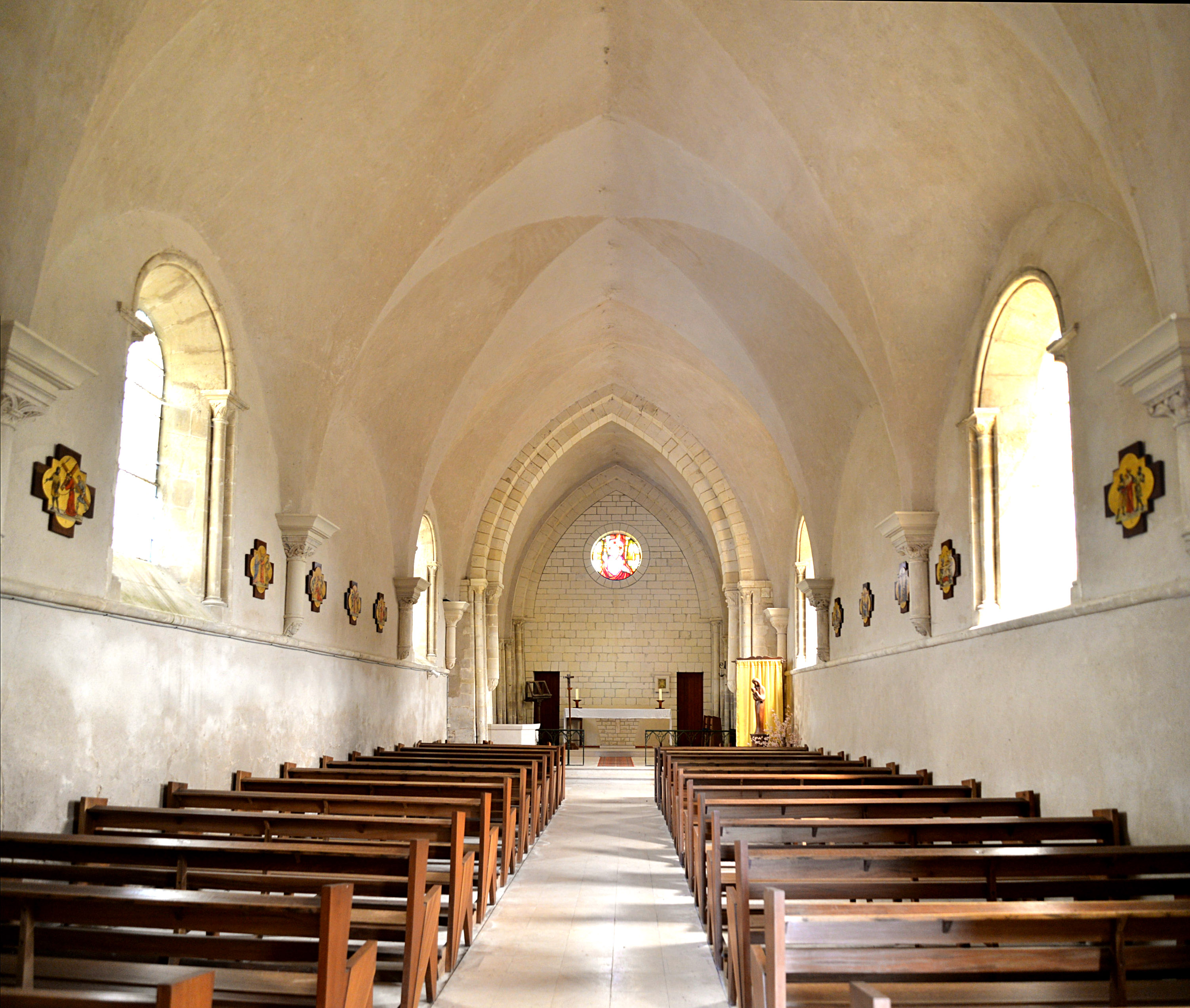
La nef de l'église Saint-André.
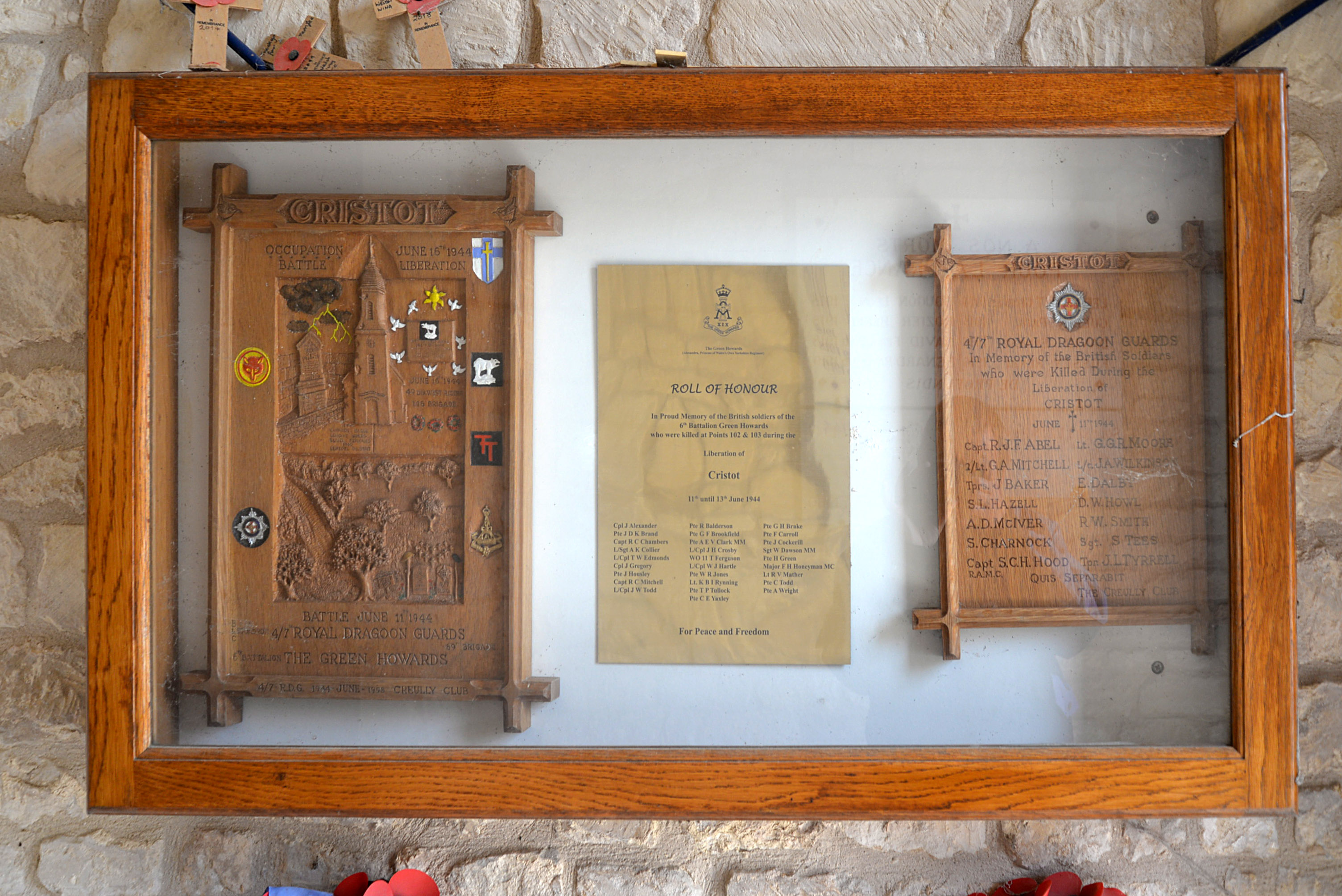
Tableau commémoratif 1944 dans l'église.
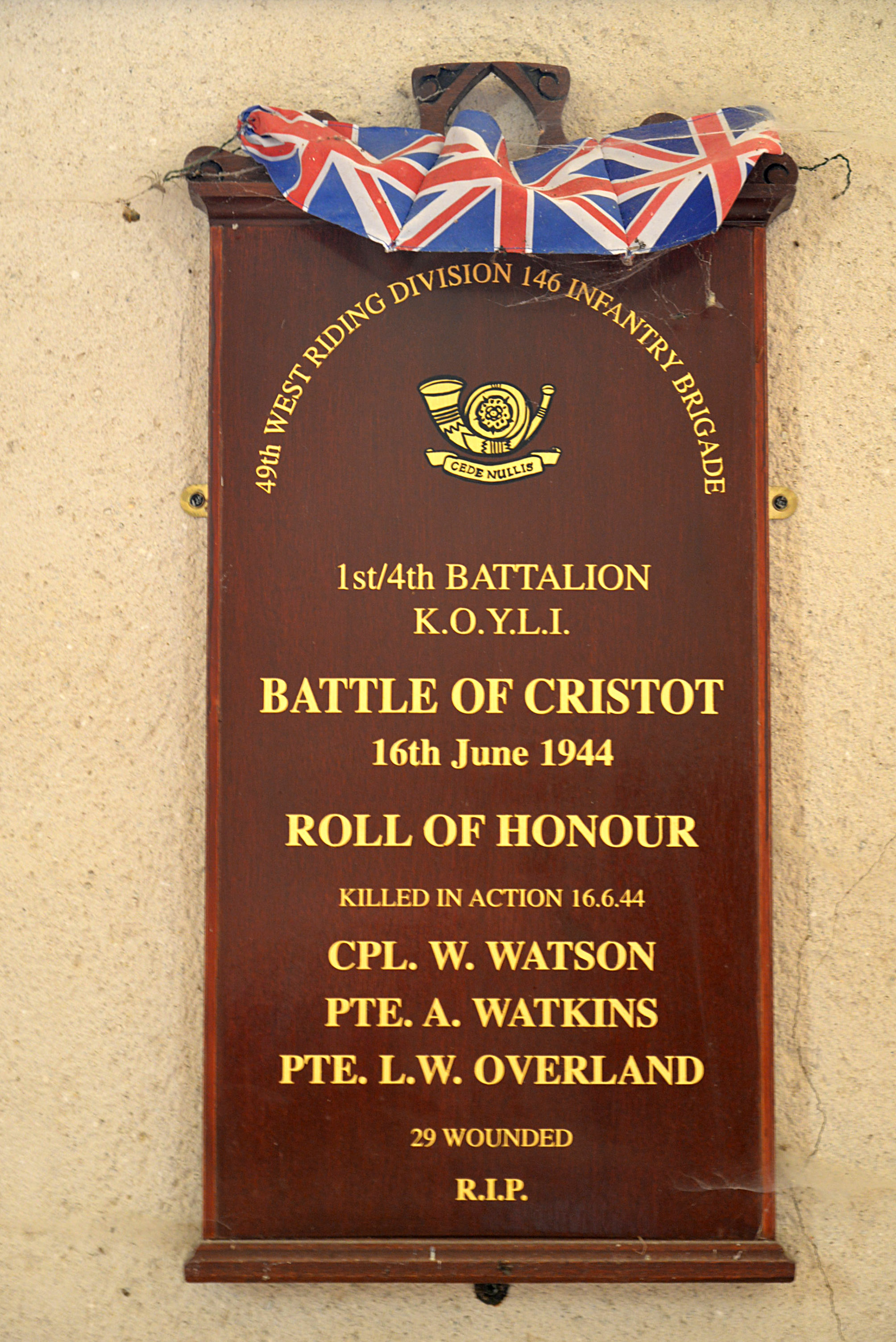
Plaque  commémorative 1944 dans l'église.
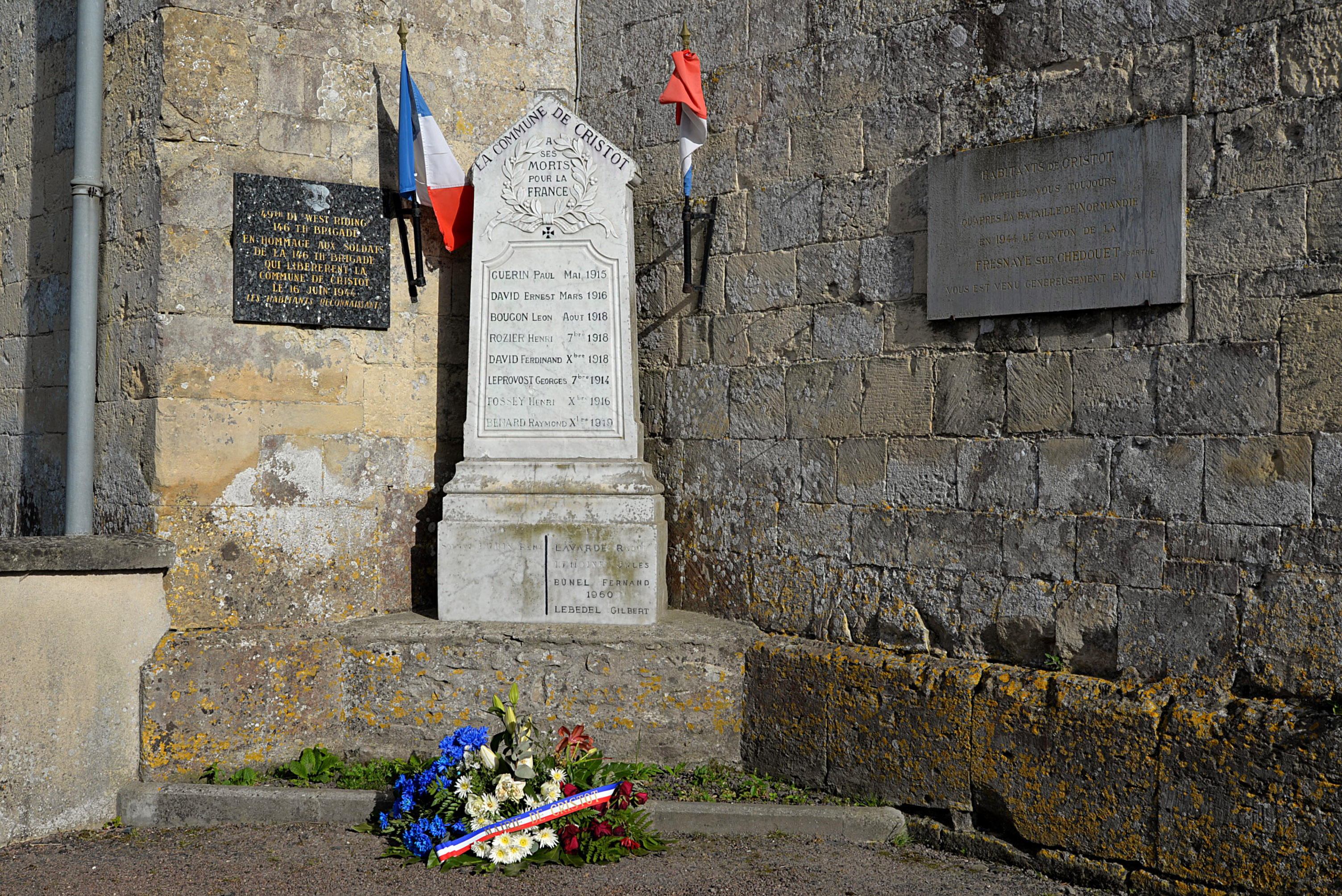
Plaques commémoratives sur l'église.
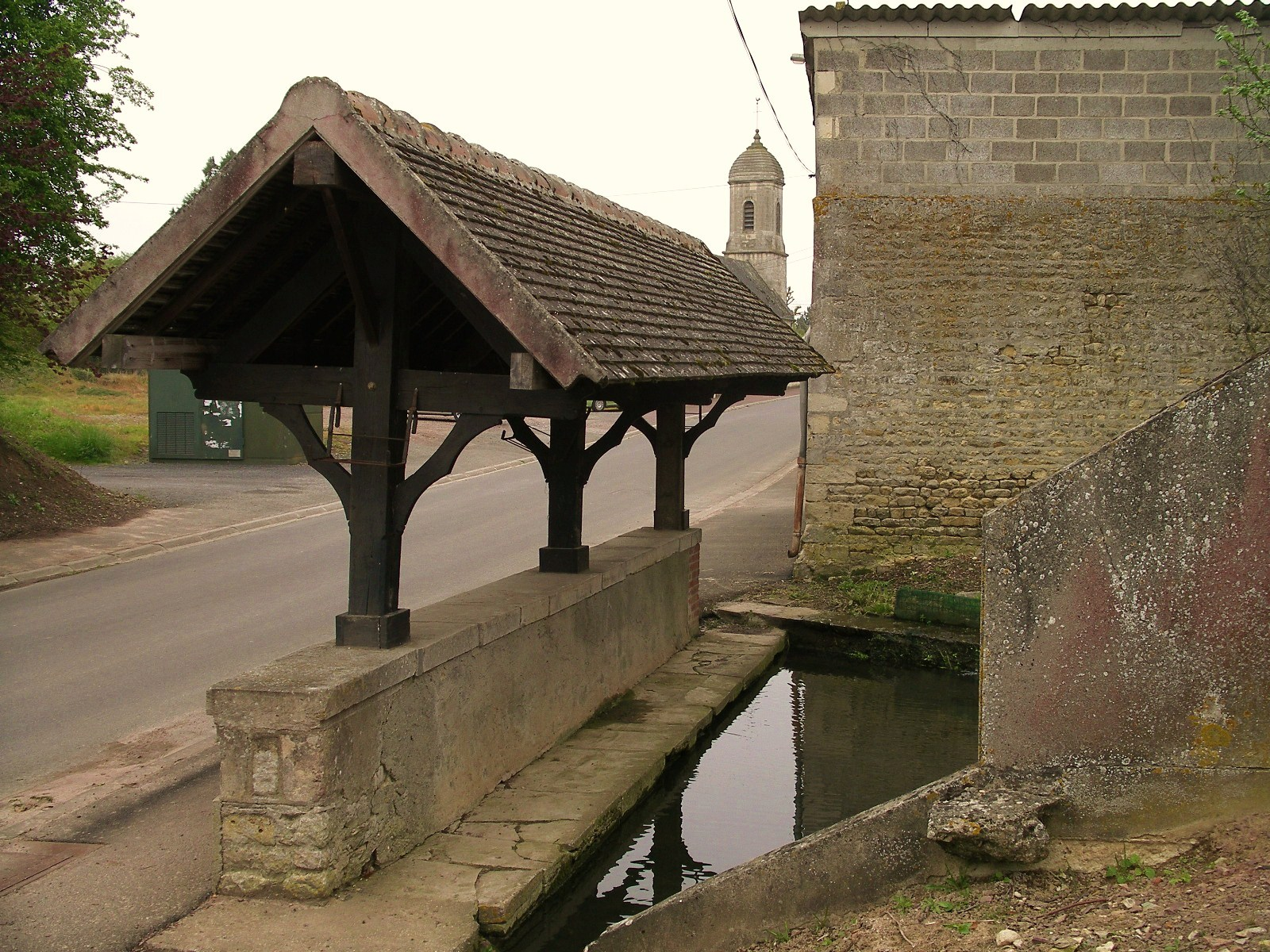
Le lavoir.

### Personnalités liées
- Jean-Louis Bouet (1765 à Cristot - 1810), architecte.

### Héraldique
| Blason de Cristot | Blason  | Tiercé en pairle renversé : au 1er de gueules à deux léopards d'or, armés et lampassés d'azur, l'un sur l'autre, au 2e d'or à saint André en pied de carnation vêtu de gueules, barbé, chevelé et auréolé d'argent, brochant sur sa croix du même, au 3e d'azur à une rose d'or. |
| Blason de Cristot | Détails | Les deux léopards d'or rappellent les armoiries de la Normandie. |